# Tristan Rogers
Tristan Rogers (* 3. Juni 1946 in Melbourne, Victoria, Australien; † 15. August 2025) war ein australischer Schauspieler.

## Leben
Rogers hatte 1967 sein Fernsehdebüt in der Dramaserie Bellbird. Es folgten diverse Rollen in Filmen und TV-Produktionen. Seinen größten Erfolg feierte er in der US-amerikanischen Seifenoper General Hospital, in der er von 1980 bis 1992 in einer Hauptrolle und von 2006 und 2025 in einer wiederkehrenden Gastrolle Robert Scorpio darstellte. Sein schauspielerisches Schaffen umfasst mehr als 50 Produktionen, insbesondere Fernsehserien.
Rogers war von 1974 bis 1984 mit der Schauspielerin Barbara Meale, seit 1995 bis zu seinem Tod mit Teresa Parkerson verheiratet. Das Paar hatte eine Tochter und einen Sohn.

## Filmografie (Auswahl)
- 1967: Bellbird
- 1971: Paul Temple (Fernsehserie, 1 Folge)
- 1972: Gene Bradley in geheimer Mission (The Adventurer; Fernsehserie, 1 Folge)
- 1972: Im Rampenlicht des Bösen (The Flesh and Blood Show)
- 1973: Kein Pardon für Schutzengel (The Protectors; Fernsehserie, 1 Folge)
- 1980–1992, 2006–2025: General Hospital (Fernsehserie)
- 1982: Love Boat (The Love Boat, Fernsehserie)
- 1984: Mode, Models und Intrigen (Cover Up,(Fernsehserie, 1 Folge)
- 1986: Hotel (Fernsehserie, 1 Folge)
- 1990: Bernard und Bianca im Känguruhland (The Rescuers Down Under)
- 1991: Geschichten aus der Gruft (Tales from the Crypt, Fernsehserie)
- 1992: Besessen bis zum Tod (Soulmates)
- 1993: Bodyguard für heiße Nächte (Night Eyes Three)
- 1993: Walker, Texas Ranger (Fernsehserie, 1 Folge)
- 1994: Babylon 5 (Fernsehserie, 1 Folge)
- 1994: McKenzie und der erpresserische Moderator (The Case of the Lethal Lifestyle, Fernsehfilm)
- 1997: Reich und Schön (The Bold And The Beautiful, Fernsehserie, 27 Folgen)
- 1999: V.I.P. – Die Bodyguards (V.I.P., Fernsehserie, 1 Folge)
- 2001: Expedition der Stachelbeeren (The Wild Thornberrys)
- 2010–2017: Schatten der Leidenschaft (Fernsehserie)